# Georg Morville
Niels Georg Christian Morville (født 14. maj 1817 i København, død 16. marts 1904 i Viborg) var en dansk jurist og medstifter af Hedeselskabet.

## Karriere
Morville kom som ung til Viborg, på grund af hans far, Niels Christian Morville, blev amtsforvalter i Viborg med blandt andet ansvaret for de tyske kolonier på Alheden.
Georg Morville fik i 1835 sin studentereksamen fra Viborg Katedralskole og årene efter flyttede han fra byen for at uddanne sig som jurist. Da han i 1841 bestod den afsluttende juraeksamen, flyttede han tilbage til Viborg for at blive fuldmægtig ved Landsoverretten for Nørrejyllands hovedsæde i byen. I 1852 blev Morville overretsprokurator samme sted. Selvom Morville på dette tidspunkt også var med til at opkøbe det første stykke hedejord, steg han også i graderne inden for juraen, og i 1876 blev han udnævnt til justitssekretær ved Landsoverretten. En stilling han bevarede til sin død i 1904, 86 år gammel.

### Hedeselskabet
Georg Morville fik tidligt interesse for naturen, da hans far var jæger og ivrig vandrer og ofte tog ham med på ture i den midtjyske natur. Under de juridiske studier på universitetet fulgte Morville sideløbende forskellige forelæsninger i botanik og geologi.
Da Morville i starten af 1840'erne vendte tilbage til Viborg, fortsatte han med sine vandreture i naturen, og fik på den måde viden om det omgivende hedelandskab. Han indgik derfor i diskussioner om beplantning og opdyrkning af heden. Sammen med syv andre viborgensere købte han i 1852-53 et 200 tønder land stort område kaldet "Margrethelund", der er beliggende nord for Viborg. I 1853 fik Georg Morville ansvaret for at rydde og tilplante det på daværende tidspunkt stærkt medtagne egekrat. Han overtog senere ejerskabet for hele området, som i dag stadigvæk er i familiens ejerskab.
I 1854 flyttede Enrico Mylius Dalgas til Sct. Mogens Gade i Viborg, og kom derved til at bo tæt på familien Morville i Morvilles Gård. Dalgas var vejingeniør og kom til byen som chef for etableringen af landevejen imellem Viborg og Randers. Georg Morville og Dalgas udviklede et venskab og dette blev bevaret efter at Dalgas rejste fra byen. Deres fælles interesse for hedekultivering endte med at de i 1866 stiftede Hedeselskabet. Enrico Mylius Dalgas blev direktør, og Morville fik plads i bestyrelsen på grund af hans viden om botanik og jura. Georg Morville var medlem af Hedeselskabets bestyrelse til sin død i 1904.
Morville blev Ridder af Dannebrog 21. juli 1875 og Dannebrogsmand 5. juli 1895.

## Privat
Han er søn af Niels Christian Morville (1785-1856) og Pouline Sophie Rasmussen (1796-1857). Georg Morville blev gift 31. august 1858 i Vor Frue Kirke i København med Anna Louise Vilhelmine Schmiegelow (1830-1905).
Fra Morville nedstammer tre generationer af forstmænd: Poul Georg Christian Morville (1861-1921), skovrider ved Hedeselskabet, Kjeld Morville (1895-1966), skovrider på Tisvilde-Frederiksværk distrikt, og Paul Morville (født 1921), skovrider på Gråsten distrikt.
Georg Morville er begravet på Viborg Kirkegård.
En statue af Morville, som er udført af Ludvig Brandstrup 1910 står på Hjultorvet i Viborg. En mindesten er rejst ved Mallehøje Østergård. Der findes også fotografier.